# 利普尼亞希
48°13′51″N 30°32′43″E / 48.23083°N 30.54528°E
利普尼亞希（羅馬化：Lypniahy）是烏克蘭中部基洛夫格勒州霍洛瓦尼夫斯克區波布濟凱市鎮村莊。該村始建於1713年，面積0.38平方公里，海拔高度144米，2001年人口51，人口密度每平方公里133.9人。